# Rolls-Royce Phantom
El Rolls-Royce Phantom es un automóvil del segmento F realizado por la marca británica Rolls-Royce y lanzado en el año 2003. Es un sedán de cuatro puertas; el Rolls-Royce Phantom Coupé y el Rolls-Royce Phantom Drophead Coupé son respectivamente las variantes cupé y descapotable.

## Construcción
El montaje final, incluyendo todo el interior y el exterior, se completa al gusto de cada cliente en la planta de Rolls-Royce en Goodwood, Sussex Occidental, Inglaterra. La carrocería es de aluminio.
La planta contiene el taller de pintura, taller, tienda de artículos de cuero, taller de carpintería, línea de montaje, las oficinas ejecutivas y todo en el mismo edificio. Sólo hay dos robots en la fábrica. Los dos robots pintan la carrocería; la pintura se pule a mano después de la pulverización hecha por los robots. Todos los demás trabajos se realizan a mano, de acuerdo con la tradición de Rolls-Royce. Se pueden elegir entre 44.000 colores de pintura, y todos los interiores de cuero en color.
Tiene un motor V12 de 6,75 litros de cilindrada y 48 válvulas, con inyección directa de gasolina, que genera 460 CV (338 kW) de potencia máxima y 720 Nm (530 lb·ft) de par motor máximo. El motor deriva del BMW N73 y es montado por BMW. Puede acelerar de 0 a 100 km/h en 5,7 s.
La carrocería del Phantom está construida en una aleación de aluminio y tiene una transmisión automática de seis velocidades y doble suspensión. La transmisión es de origen ZF. La electrónica del Phantom también viene de BMW. No tiene tacómetro, en su lugar hay un indicador que informa del porcentaje de potencia empleada del total disponible. Las dos puertas traseras son de tipo suicida (se abren a la inversa). El logotipo RR en las llantas no es solidario a las ruedas, de manera que, al girar libremente, siempre está en la misma posición.
Como curiosidad, cabe destacar que durante el desarrollo de la versión Extended Wheelbase, el modelo fue sometido a unas pruebas de suspensión tan severas que el golpe provocado por un bache fue detectado por un sismógrafo a unos 33 km de distancia del lugar. A pesar de tal incidente, el coche no sufrió daño alguno.

## Phantom Drophead Coupé

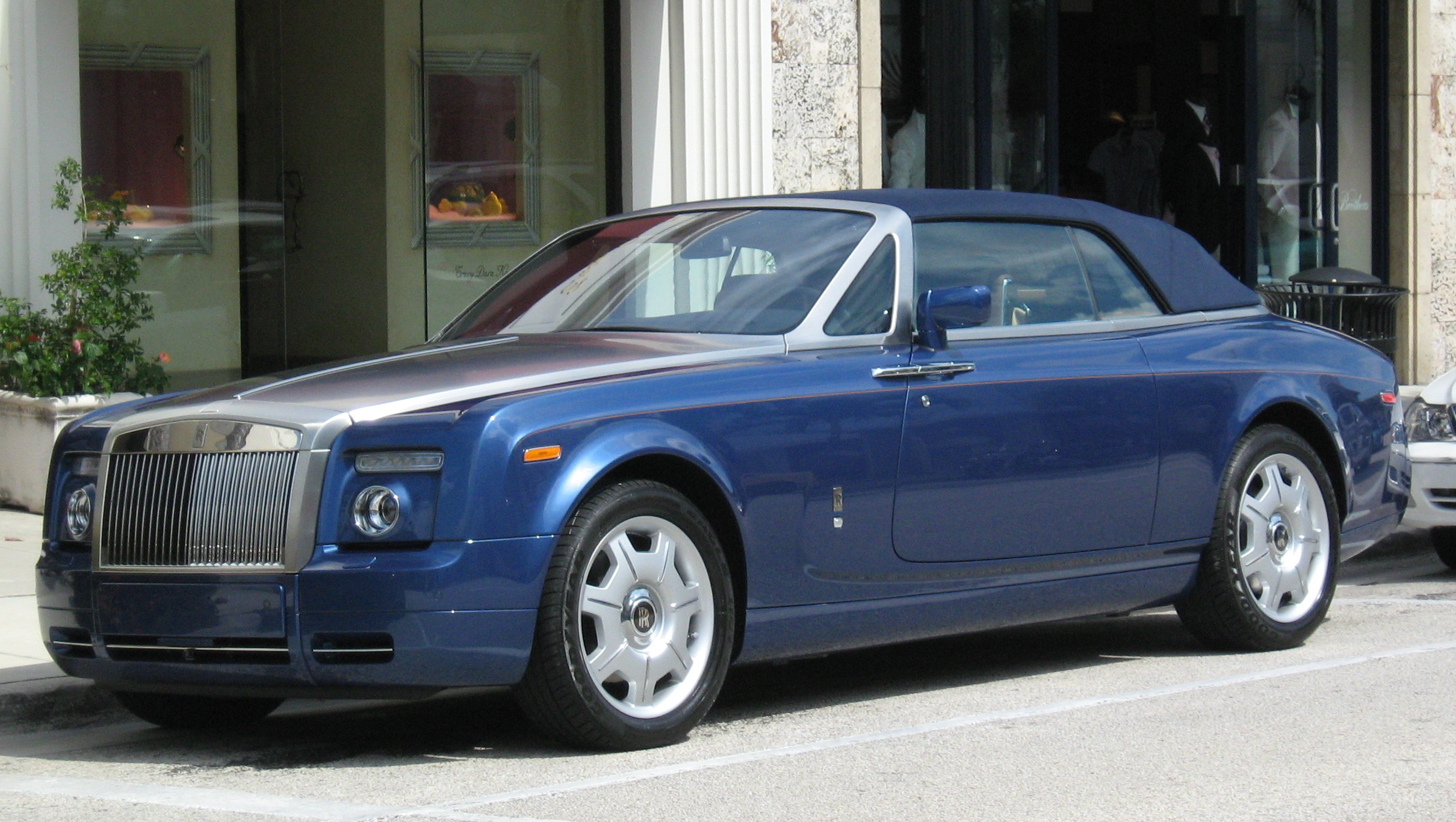
Un Rolls-Royce Phantom Drophead Coupé, en Palm Beach, Florida.

El Rolls-Royce Phantom Drophead Coupé es la variante descapotable del Phantom. El Drophead Coupé fue presentado en el Salón del Automóvil de Detroit, Míchigan, el 7 de enero de 2007. La plataforma se basa en el Rolls-Royce Phantom sedán, y el diseño ha derivado en gran medida del Rolls Royce 100EX, un prototipo experimental desvelado para celebrar el centenario de la empresa en 2004.

### Exterior
El exterior sigue siendo fiel al del 100EX. La parte delantera recuerda al 100EX, pero tiene una diferencia crucial en la mitad de la carrocería, en el capó, y en la calandra. Tiene luces led y faros de xenón. El exterior está disponible en más de 44.000 combinaciones de colores.

### Interior

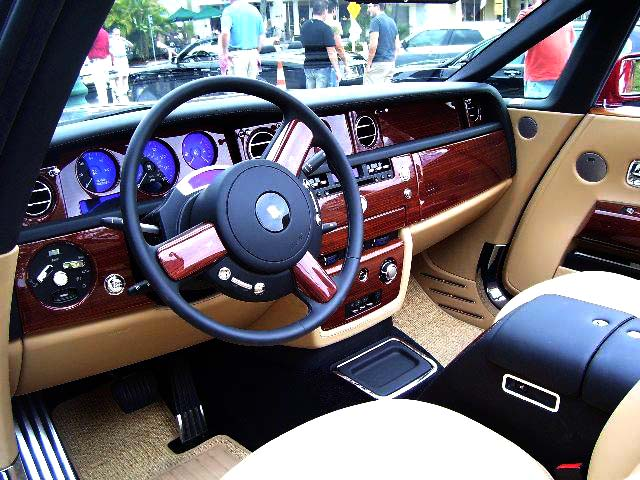
Interior del Rolls-Royce Drophead Coupé.

El interior es una moderna reinterpretación vanguardista de la tradicional Inglés caballeros Clubroom con una amplia y variada gama plural de las filosofías de diseño que van desde el minimalismo de art déco. Tal vez el coche principal del diseño de la vela es la inspirada en chapado de madera que envuelve todo el 8/9ths parte superior de la puerta de cabina de entrenador para entrenar a puerta y terminando en un tonel elaborado droptop cubierta, acabados a mano en náuticos grado paneles de madera de teca insertada en el interior de una banda de contraste de madera y el acero inoxidable simple motivo de la cabina superior del exterior carrocería. Del mismo modo con los 100EX y 101EX, el salpicadero y el volante son rectas.

### Producción
Durante su primer año en el mercado (2007), se vendieron 253 unidades del Drophead Coupé en todo el mundo.
El primer automóvil con destino al mercado de los Estados Unidos fue subastado en el Winter Wine festival de Naples (Florida) en 2007, por 2 millones de dólares, de los cuales 1,6 millones se destinaron a la Children and Education Foundation de Naples.

### Prototipos
Pininfarina construyó una versión denominada Hyperion, basada en el Drophead Coupé. El Hyperion se presentó en el Pebble Beach Concours d'Elegance, en 2008.

## Phantom Coupé

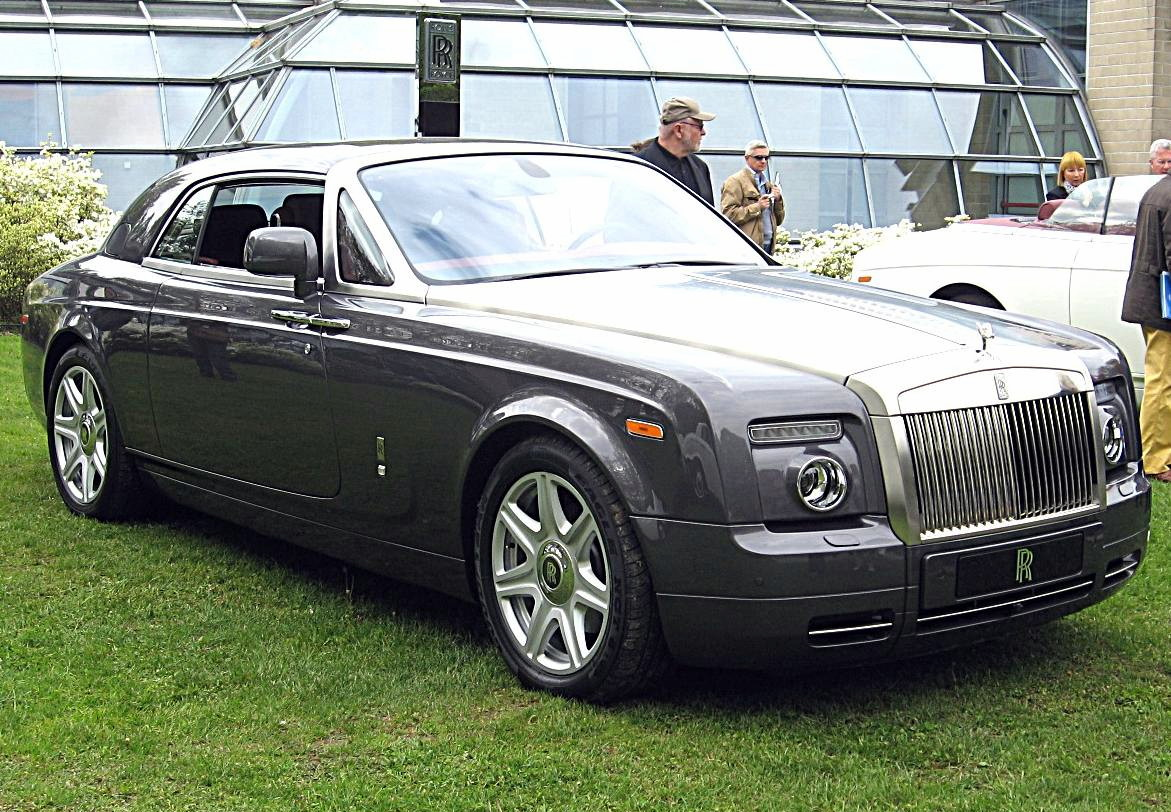
Rolls-Royce Phantom Coupé.

El Rolls-Royce Phantom Coupé es la variante cupé del Phantom. Fue presentado en el Salón del Automóvil de Ginebra (Suiza), el 6 de marzo de 2008, y es fabricado a mano por Rolls-Royce. La plataforma se basa en el Rolls-Royce Phantom de 2003, y el diseño deriva en gran medida del prototipo Rolls Royce 100EX.

## El prototipo Phantom 102EX
El Rolls-Royce Phantom 102EX es un prototipo de automóvil realizado sobre la base del Rolls-Royce Phantom del año 2003. Fue presentado en marzo de 2010 en el Salón del Automóvil de Ginebra. Conserva en su gran mayoría los rasgos estéticos del modelo original, es pues un sedán de cuatro puertas. Su novedad reside en ser un prototipo de propulsión exclusivamente eléctrica, el primero presentado por la marca.

### Construcción
En la presentación oficial en el Salón de Ginebra de 2010, así como en reuniones de clientes y concursos de elegancia, se han realizado estudios sobre la viabilidad del proyecto. Se demostró la preocupación de ciertos clientes por la conservación del planeta, aun a pesar de sus posturas desacordes con postulados ecologistas. Algunas conclusiones claras eran la poca aceptación de los motores diésel llegaron a la conclusión que sus incondicionales había una tecnología que no estaban dispuestos a aceptar: el diésel.
La utilización más clásica del automóvil de lujo que se hace en Europa, Estados Unidos, Japón y los países de Oriente Medio se suele recorren pocos kilómetros al día en estos automóviles, en cambio, los de los países emergentes, como China, menos afectados por la historia, sí utilizan el automóvil para viajar, y necesitan autonomía y repostajes rápidos.
La futura entrada a producción de un coche derivado de este prototipo dependerá de la cuantía de potenciales compradores, tanto particulares como empresas.

### Detalles

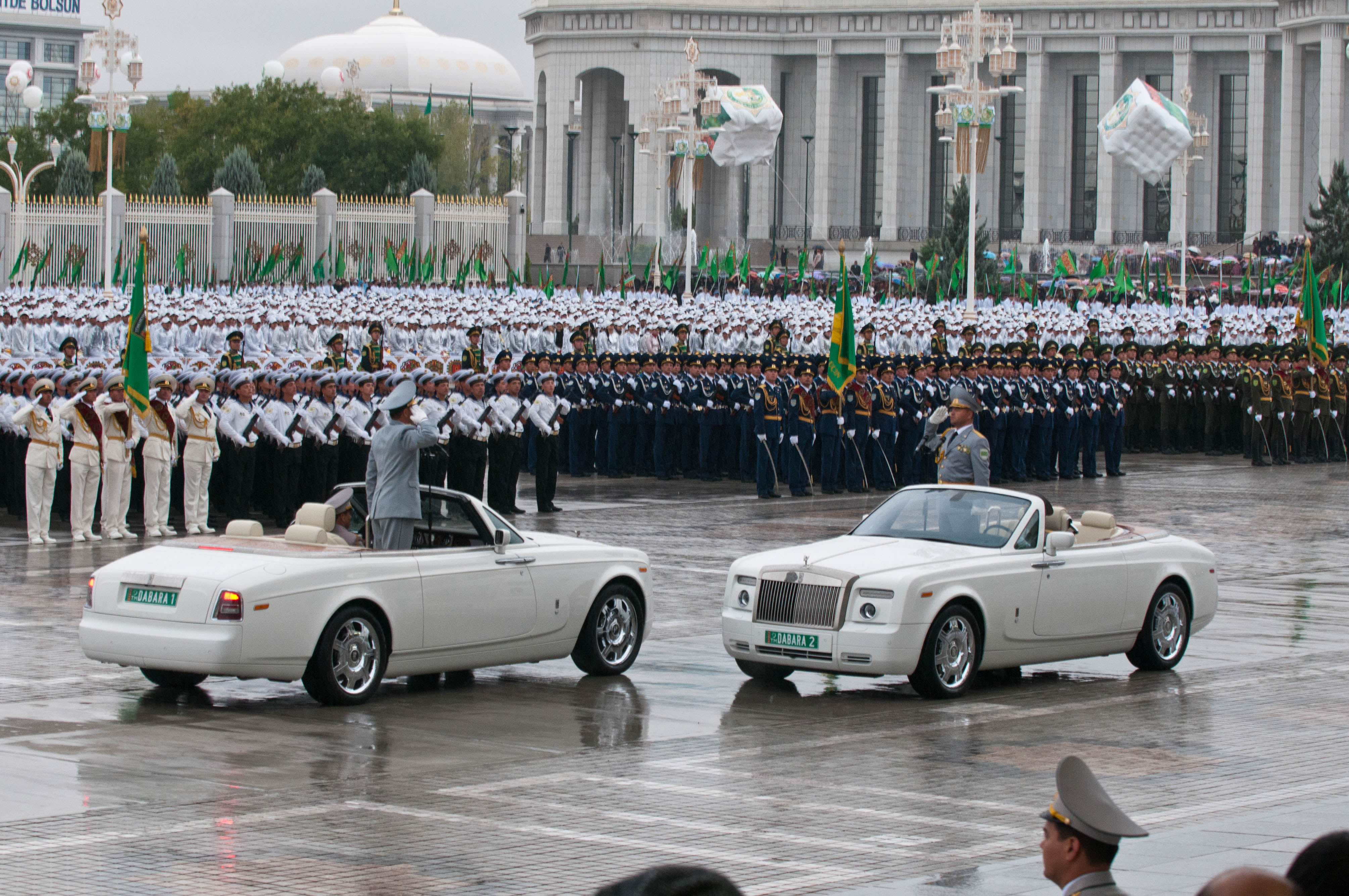
Turkmenistán.

- El prototipo 102EX mantiene la línea del Phantom sedán original, pero tiene elementos estéticos diferenciadores:
  - La característica figura del espíritu del éxtasis es de tipo retráctil. En lugar de estar esculpido en acero inoxidable, está realizada en un material composite llamado Makrolon, medio traslúcido, que tiene una iluminación interior en azul.
  - El logotipo de la marca de la doble R, debajo de la figura del espíritu del éxtasis y en los laterales está resaltada en rojo en lugar de negro habitual.
  - La pintura en un color azul denominado Atlantic Chrome está realizada con un esmalte especial que utiliza nanotecnología. Es comparativamente mucho más difícil de aplicar pero ofrece un brillo especial disimulando polvo y suciedad.
  - En el interior, se seleccionó para la tapicería una piel especial, disponible como opción en modelos de serie denominada Carinova. Esta piel es más similar a la que se utiliza en los sillones de mobiliario, está teñida en un color marrón rojizo.
- Respecto a las características técnicas hay modificaciones necesariamente impuestas por la tecnología utilizada:
  - Existe una toma para el cable de recarga en el lugar donde estaban las tapas del depósito de combustible. Pero además Rolls-Royce desarrolló un sistema de recarga por inducción a través de una placa fijada que se fijaría en la plaza de aparcamiento recargando la batería cuando el coche deja de utilizarse. El sistema advierte al conductor de si está convenientemente aparcado o no para que la recarga se produzca.
  - Al ser el vehículo de propulsión trasera y estar los motores ubicados posteriormente desaparece el sistema de transmisión, interiormente en la parte trasera no hay túnel de trasmisión lo que se traduce en un espacio más amplio en estas plazas.
  - En al salpicadero en lugar del cuentarrevoluciones, un marcador señala el consumo de energía que se está haciendo o cuanto se está aprovechando la capacidad de regeneración de la misma. El otro lado del velocímetro, otro marcador señala la carga que permanece en la batería y la temperatura de los motores eléctricos, que están refrigerados por agua. Las baterías, al ir colocadas en posición anterior, en el lugar del motor, están refrigeradas por el aire que entra por la calandra tradicional.

## Versiones disponibles (precios aproximados)

### Phantom
| Acabados                   | Potencia | Consumo        | Combustible | Precio oficial |
| -------------------------- | -------- | -------------- | ----------- | -------------- |
| Rolls-RoycePhantom 6.7 V12 | 460 CV   | 22,8/10,2/14,8 | Gasolina    | 478.361 €      |

### Rolls-Royce Phantom Extended Wheelbase
| Acabados                                      | Potencia | Consumo        | Combustible | Precio oficial |
| --------------------------------------------- | -------- | -------------- | ----------- | -------------- |
| Rolls-RoycePhantom Extended Wheelbase 6.7 V12 | 460 CV   | 23,0/10,2/14,9 | Gasolina    | 564.212 €      |

### Rolls-Royce Phantom Drophead
| Acabados                            | Potencia | Consumo        | Combustible | Precio oficial |
| ----------------------------------- | -------- | -------------- | ----------- | -------------- |
| Rolls-RoycePhantom Drophead 6.7 V12 | 460 CV   | 22,8/10,2/14,8 | Gasolina    | 533.498 €      |

### Rolls-Royce Phantom Coupé
| Acabados                         | Potencia | Consumo        | Combustible | Precio oficial |
| -------------------------------- | -------- | -------------- | ----------- | -------------- |
| Rolls-RoycePhantom Coupé 6.7 V12 | 460 CV   | 22,8/10,2/14,8 | Gasolina    | 513.135 €      |